# Keio Challenger International Tennis Tournament 2001
Il Keio Challenger International Tennis Tournament 2001 è stato un torneo di tennis facente parte della categoria ATP Challenger Series nell'ambito dell'ATP Challenger Series 2001. Il torneo si è giocato a Yokohama in Giappone dal 29 ottobre al 4 novembre 2001 su campi in sintetico indoor.

## Vincitori

### Singolare
Takao Suzuki ha battuto in finale  Gouichi Motomura con il punteggio di 6–2, 6(5)–7, 7–6(4).

### Doppio
Takao Suzuki /  Mitsuru Takada hanno battuto in finale  Marco Chiudinelli /  Sebastian Jaeger 6–3, 6–4.